# H. Kim Bottomly
Helen Kim Bottomly (* 30. Januar 1946 in Helena, Montana) ist eine US-amerikanische Immunologin und Hochschullehrerin. Sie war von 2007 bis 2016 die dreizehnte Präsidentin des Wellesley College.

## Leben und Werk
Bottomly ist die Tochter der Lehrerin Helen Bottomly und dem Marineoffizier Forbes Bottomly. Sie studierte an der University of Washington in  Seattle und erhielt 1969 einen Bachelor-Abschluss in Zoologie. Anschließend studierte sie an der School of Medicine der University of Washington und promovierte 1975 in Biologie.
Von 1976 bis 1979 forschte sie als Postdoktorandin in Immunologie am National Institutes of Health und von 1980 bis 2007 forschte sie an der Yale University als Professorin für Immunbiologie. Dort leitete sie die Forschung zu den zellulären und molekularen Ursachen von Immunantworten. Sie untersuchte insbesondere die Reaktion des Menschen auf Allergene und warum inhalative Allergene zu Lungenerkrankungen führen. Ihre Forschung konzentrierte sich auf Immunbiologie, Kontrolle der Effektorzellantworten durch Untergruppen von CD4T-Lymphozyten sowie Asthma und allergische Erkrankungen.
2005 wurde sie zur stellvertretenden Provostin für Wissenschaft, Technologie und Fakultätsentwicklung ernannt, wo sie die Politik der Universität in den Bereichen Naturwissenschaften, Anthropologie, Psychologie, Statistik und Linguistik leitete. Sie beaufsichtigte auch die Yale School of Engineering & Applied Science, die Yale School of Forestry & Environmental Studies, das Peabody Museum of Natural History, das Yale Institute for Biospheric Studies und die Haskins Laboratories.
Sie war Mitglied der Abteilung für Immunbiologie-Studien an den National Institutes of Health, wurde in den Beirat des Nationalen Instituts für Allergien und Infektionskrankheiten berufen und erhielt den MERIT-Preis des National Institutes of Health. Sie war Herausgeberin sowie Mitherausgeberin der Fachzeitschrift Immunity und Sektionsredakteurin und Mitherausgeberin des Journal of Immunology.
2007 wurde sie zur Präsidentin des Wellesley College ernannt. Zu den Innovationen, die während ihrer Präsidentschaft bis 2016 erzielt wurden, gehören die Gründung des Madeleine Korbel Albright Institute for Global Affairs und der Anschluss der ersten Hochschule für freie Künste an die Online-Plattform edX. Bottomly gründete eine Zusammenarbeit mit dem nahe gelegenen Olin College of Engineering und dem Babson College. Nach einem Artikel im New York Times Magazine 2014, der die Behandlung von Transgender-Studenten durch das Wellesley College kritisierte, bildete Bottomly ein Komitee zur Untersuchung der Geschlechtsidentität, was 2015 dazu führte, dass das Wellesley College seine Zulassung zur Aufnahme von Transgender-Frauen änderte.
2019 wurde sie als Nachfolgerin von Senator Bob Kerrey für den Aufbau der Fulbright University Vietnam nominiert und trat bis 2019 dem Kuratorium der Fulbright University Vietnam bei, die ihren Hauptcampus im Saigon High Tech Park von Ho-Chi-Minh-Stadt hat.
Sie hat über 175 referierte Artikel in wissenschaftlichen Fachzeitschriften veröffentlicht und besitzt sechs Patente.
Sie war in erster Ehe mit dem Professor für Immunbiologie Charles Janeway verheiratet, mit dem sie zwei Töchter und eine Stieftochter bekam. Ihr zweiter Ehemann wurde der emeritierte Professor für Soziologie an der University of Connecticut Wayne Villemez.

## Auszeichnungen (Auswahl)
Bottomly ist seit 2009 Fellow der American Academy of Arts and Sciences, sie ist Fellow der National Academy of Inventors und Mitglied des Leadership Council der Yale School of Engineering. Sie erhielt eine Ehrendoktorwürde der Japan Women’s University und wurde 2008 zum Mitglied der „Wondrous One Hundred“ der University of Washington ernannt.